# 4750 Mukai
4750 Mukai eller 1990 XC1 är en asteroid i huvudbältet som upptäcktes den 15 december 1990 av de båda japanska astronomerna Kazuro Watanabe och Tetsuya Fujii vid Kitami-observatoriet. Den är uppkallad efter den japanska astronauten Chiaki Mukai.
Asteroiden har en diameter på ungefär 8 kilometer. Den tillhör asteroidgruppen Flora.